# صلاح‌الدین کورانی
صلاح‌الدین بن محمد کورانی حلبی (؟ - ۱۶۳۹م) قاضی، نویسنده و شاعر سوری بود. شعر بسیاری از او به جای مانده است و از نویسندگان مترسل در ادبیات عربی شمرده می‌شود.